# Buiikikaesu
Buiikikaesu – szósty album japońskiego, crossoverowego zespołu Maximum the Hormone wydany 14 marca 2007 roku.

## Lista utworów
1. Buiikikaesu!!(ぶっ生き返す！！) (3:54)
2. Zetsubou Billy (絶望ビリー) (3:44)
3. Kuso Breakin no Breakin Lilly (糞ブレイキン脳ブレイキン・リリィー) (4:15)
4. Louisiana Bob (ルイジアナ・ボブ) (3:40)
5. Policeman Benz (ポリスマンベンツ) (4:09)
6. Black Y Power G Menspy (ブラック-パワーGメンスパイ) (2:27)
7. Akagi (アカギ) (2:16)
8. Kyokatsu (恐喝) (3:36)
9. Bikini. Sports. Ponchin’ (ビキニ・スポーツ・ポンチン) (3:56)
10. What’s Up, People?! (4:10)
11. Chu Chu Lovely Muni Muni Mura Mura Purin Purin Boron Nurururerorero (チューチュー ラブリー ムニムニ ムラムラ プリンプリン ボロンヌルル レロレロ) (3:06)
12. Shimi (シミ) (4:17)
13. Koi no Megalover (恋のメガラバ) (5:27)

## Inne
Piosenki, Zetsubou Billy i What’s Up, People?! zostały wykorzystane w anime Death Note.
Łączny czas trwania albumu to jedyne 49 minut (mimo to w porównaniu z poprzednimi albumami zespołu jest on rekordowo długi).
Teledyski powstały do:
- Bikini. Sports. Ponchin’
- Buiikikaesu!!
- Koi no Megalover
- What’s Up, People?!
- Zetsubou Billy